# Tintinnabulum (Antike)

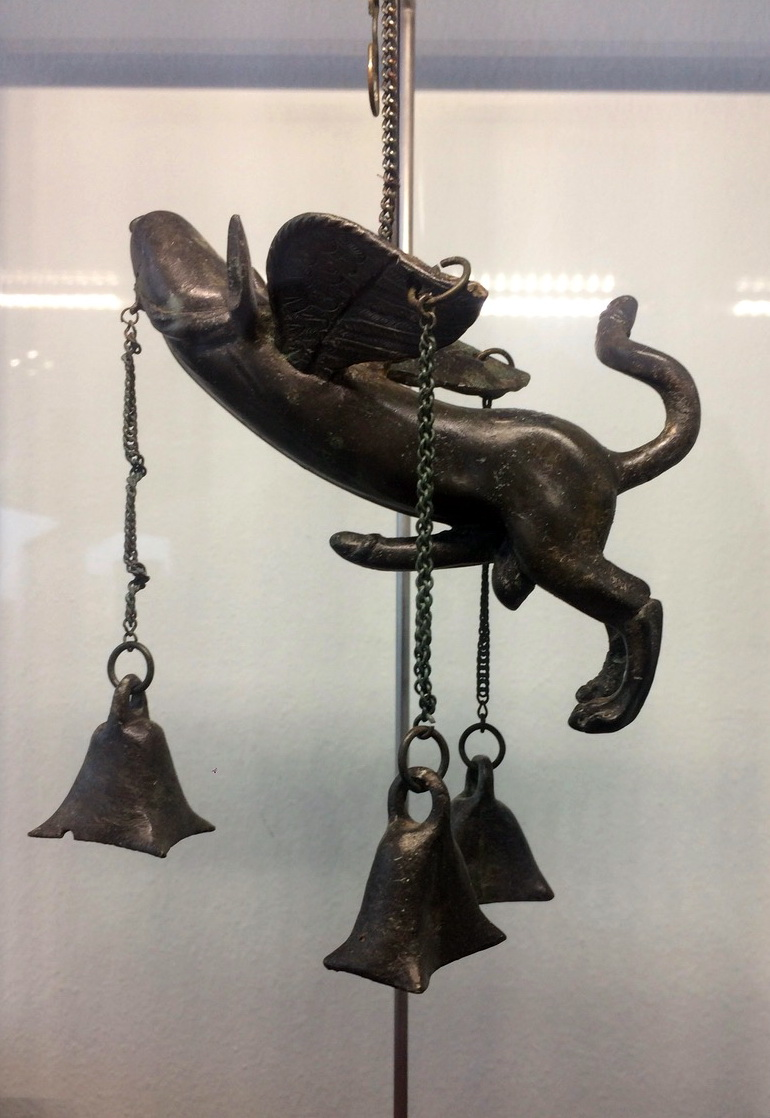
Phallisches Tintinnabulum im Rheinischen Landesmuseum Trier

Das Tintinnabulum (auch tintinabulum, tinnibulum, tinnivolum und weitere Formen, „Klingel, Schelle“, von lateinisch tinnire, tintin(n)are, tintinnire „klingeln, piepsen, flöten, zwitschern“; altgriechisch κώδων, kodon, „Glocke, Schelle“) war in der Antike ein metallenes Glöckchen oder eine Schelle.
Tintinnabula wurden meist aus Bronze, seltener aus Eisen sowie Gold und Silber hergestellt. Funde verteilen sich über den gesamten Raum der antiken Welt, bei den Glöckchen fehlt meist der Schlägel. Sie hatten unterschiedliche Größen und Formen, unter denen die an Phalloi hängenden Tintinnabula eine eigene Gruppe bilden. Die Glöckchen konnten mit Inschriften versehen oder mit kleinen Reliefs verziert sein.
Verwendung fanden die Glöckchen und Schellen als Schmuck des Pferdegeschirrs in der Schlacht und als Pendelrasseln an Schilden, um Feinde zu beeindrucken. Ihr übelabwehrender Lärm spielte als Apotropaion im Kult ebenfalls eine Rolle. Daher wurden sie als Amulette getragen, etwa um den bösen Blick abzuwenden. In dieser Funktion wurden sie Haustieren, etwa Eseln, Rindern, Schafen und Hunden, umgehängt. Auch Gräber konnten Glockenschmuck zur Abwehr böser Geister und Dämonen aufweisen.
Ob ein Tintinnabulum als Türklingel genutzt werden konnte, ist umstritten, doch fand es vielfältigen Einsatz im alltäglichen Leben. Das Klingeln des Tintinnabulum zeigte die Öffnung des Marktes oder der Thermen an. Sklaven wurden mit ihm geweckt, Nachtwachen wurden damit auf die Probe gestellt. 
In der Liturgie der römisch-katholischen Kirche kündigt das Tintinnabulum noch heute das Allerheiligste an.